# Se, Herren är uppstånden
Se, Herren är uppstånden är en psalm med text och musik skriven 1933 av Alfred Henry Ackley. Texten översattes till svenska 1955 av Daniel Hallberg.

## Publicerad som
- Segertoner 1988 som nr 460 under rubriken "Ur kyrkoåret - Jesu uppståndelse - påsken".[1]